# Xylotrupes inarmatus
Xylotrupes inarmatus es una especie de escarabajo rinoceronte del género Xylotrupes, familia Scarabaeidae. Fue descrita científicamente por Sternberg en 1906.
Se distribuye por la región oriental. Habita en Indonesia (isla de Java). Mide aproximadamente 31 milímetros de longitud.